# Robert Pintarič
Robert Pintarič (Ljubljana, 25 de març de 1965) fou un ciclista eslovè, professional des del 1998 fins al 1999. Va participar en els Jocs Olímpics d'Estiu de 1996.

## Palmarès
- 1988
  - 1r a la Jadranska Magistrala
- 1995
  - Vencedor de 2 etapes a la Volta a Eslovènia
- 1996
  - Vencedor d'una etapa a la Volta a Eslovènia
  - Vencedor d'una etapa a la Volta a Eslovàquia
- 1997
  - Vencedor d'una etapa a la Volta a Eslovàquia
  - Vencedor d'una etapa al Tour de Croàcia
- 1998
  - 1r a la Volta a Sèrbia i vencedor de 2 etapes